# くりぃむクイズ ミラクル9
『くりぃむクイズ ミラクル9』（くりぃむクイズ ミラクルナイン）は、2012年1月11日からテレビ朝日系列（フルネット局のみ）で、毎週水曜20:00 - 20:54（JST）に放送されているクイズ番組、バラエティ番組。くりぃむしちゅーの冠番組。
『ミラクル9』と略されることが多いが、一部新聞などのテレビ欄では『くりぃむのミラクル9』と掲載されることもある。

## 概要
前身番組は、単発で2回放送された『クイズ ビンゴ★ライン』。その後、9対9の2チーム対抗戦に内容を改めた本番組を2011年11月9日にパイロット版を放送し、12月7日放送分で終了することになった『そうだったのか!学べるニュース』の後番組としてレギュラー化されることになった。
くりぃむしちゅーがテレビ朝日水曜日20時枠のレギュラー番組に出演するのは『銭形金太郎』以来、さらに同局の水曜日に冠タイトルが付くのは、『くりぃむナントカ』以来になる。また、テレビ朝日での水曜日20時台のクイズ番組は、『クイズ雑学王』以来となる。
番組開始当初は、番組オープニングに漫画家のゆでたまごが描いた番組メインのくりぃむしちゅー、具志堅用高、有吉弘行のイラストを使用していた。
改編期以外でも前座番組の『ナニコレ珍百景』→『あいつ今何してる?』→『隣のブラボー様』→『朝メシまで。』と交互に2時間スペシャルを組んだり、さらに後座の刑事ドラマ枠を含めて3時間スペシャルを行うことが多い。2013年12月1日にはテレビ朝日開局55周年記念「55時間テレビ」の一環として、2時間スペシャルが臨時枠移動（日曜18:56 - 20:54）の上放送され、また2014年3月30日でも日曜18:30 - 20:54枠で2時間半スペシャルが放送された。
2013年10月から2017年6月まで、一部地域のみ3・4分繰り上げ・拡大して19:57や19:56開始となったが、2017年7月より再度全局20:00開始に戻された。
2012年3月18日（17日深夜）1:00 - 1:55には『ミラクルファーム』という当番組の特別編が放送された。レギュラー放送のミラクル9に採用できそうな新クイズ企画のシミュレーションや出演者のトライアルが主な内容で、加藤泰平と前田が司会を務め、当時レギュラー解答者の有吉がキャプテンの「有吉ナイン」と、光浦靖子がキャプテンの「光浦ナイン」による対決形式で行われた。
2018年2月7日は特別番組『独占緊急特報!!貴乃花親方105日沈黙破りすべてを語る』（19:00 - 20:54）の放送に伴って当番組は急遽放送休止となり、同日に予定されていた放送分は同年2月28日に延期された。
2020年4月より新型コロナウイルスの影響により、同年4月22日から5月6日まで3週に渡り『復習スペシャル』と題して、過去の放送を再編集して構成した物を放送。2020年5月27日放送分からは人数を5対5に減らし、一部ルールが変更された（後述）。
2020年9月30日放送分からはセットがリニューアルされ、人数も7vs7に変更された。2023年5月8日に新型コロナウイルスの指定が5類に変更されてからも7vs7の措置は引き続き行われているが8vs8で行われている放送回もある。

## 出演者

### 司会
- 上田晋也（くりぃむしちゅー）

### 進行アシスタント
- 田原萌々（テレビ朝日アナウンサー）（2021年10月13日[3] -）

#### 過去の進行アシスタント
- 前田有紀（当時テレビ朝日アナウンサー）（2012年1月11日 - 2013年4月3日）
- 久冨慶子（テレビ朝日アナウンサー）（2013年4月10日 - 2020年10月21日[4]）[注釈 4]
- 大木優紀（当時テレビ朝日アナウンサー） - パイロット版と2012年6月27日放送分の進行。
- 渡辺瑠海（テレビ朝日アナウンサー）（2020年10月28日 - [5] 2021年10月6日[3]）

### レギュラー解答者
有田以外はチームを問わず出演する。有田以外のレギュラー解答者8人は、2020年5月27日放送分以降は隔週交代での出演となっている。
- 有田哲平（くりぃむしちゅー）- 「有田ナイン」のキャプテンだが、2023年9月27日放送分では前回の放送で番組史上初のコールド負けを喫した罰としてキャプテンから降格し、通常の解答者として出演した。

- 斎藤司 （トレンディエンジェル）（2016年10月19日 - ）[注釈 5]
- 高橋茂雄（サバンナ）
- 具志堅用高
- 宮崎美子
- えなりかずき（2015年8月26日 - ）[注釈 5]
- 吉村崇（平成ノブシコブシ）（2014年2月12日 - ）[注釈 5]ｰ 2023年9月27日放送分では、キャプテンから降格となった有田に代わり、自身初のキャプテンを務めた。
- 大家志津香[注釈 6]
- カズレーザー（メイプル超合金）（2016年3月30日 - ）[注釈 5]

### ゲスト解答者

#### ゲストナインのキャプテン
ここでは出演頻度が多いキャプテンを記載（いずれも不定期で登場）。通常の解答者としても出演する場合もある。
- 阿部亮平（Snow Man）
- 石原良純
- 及川光博
- 勝村政信
- DAIGO
- 高橋克実
- 長嶋一茂
- 野口聡一
- 福澤朗
- 古田敦也
- 古田新太

#### その他の常連解答者
キャプテン以外で出演頻度の多い解答者を記載する。☆はキャプテン経験者。また、コンビで出演する芸人は原則それぞれ別のチームとなるが、どちらかがキャプテンとして出演する場合は相方もゲストナインの一員として出演する。
- 阿佐ヶ谷姉妹（木村美穂、渡辺江里子☆[6]）
- 井桁弘恵
- 市毛良枝
- 映美くらら
- 王林
- 岡部大（ハナコ）
- 加賀まりこ☆
- 川島如恵留（Travis Japan）☆
- 児嶋一哉（アンジャッシュ）☆
- 紺野美沙子 [7]
- 迫田孝也☆
- 澤部佑　(ハライチ)☆
- 柴田英嗣（アンタッチャブル）
- 霜降り明星（せいや、粗品☆）
- 鈴木紗理奈
- 鈴木福☆
- 高橋英樹☆
- 高畑淳子
- 武井壮[7]
- 田渕章裕（ちょんまげラーメン）
- 寺田心[8]
- 中田喜子☆
- 名取裕子☆[8]
- 羽鳥慎一☆[8]
- 濱田龍臣☆[9]
- 弘中綾香（テレビ朝日アナウンサー）[注釈 7]
- 松田里奈（櫻坂46）[11]
- ミキ（亜生、昴生）
- 三田寛子
- 山崎樹範
- 渡辺満里奈
- 渡邉美穂[注釈 8]

#### 過去の解答者
以下は括弧内の時期のレギュラー解答者。
- 有吉弘行（番組開始 - 2014年3月30日）[注釈 9]
- 坂上忍（2014年4月16日 - 2015年4月1日）[注釈 10]

以下は一時期高頻度で出演していたが、ここ1年出演していない者。
- 影山優佳[注釈 11]
- 佐藤楓[14]
- 辰巳琢郎☆[7]

以下はかつて高頻度で出演していたが、自身の不祥事や裏番組、就職などの兼ね合いで出演機会のなくなった者。
- 市川猿之助☆[注釈 12]
- 生瀬勝久☆[注釈 13]
- 原田葵[注釈 14]
- 八嶋智人☆[注釈 15]

### ナレーター
- 佐藤賢治
- 山田真一（出題、宣伝CM）
- 佐倉綾音（「54字の物語クイズ」出題）
- 釘宮理恵（「コボちゃんクイズ」出題）
- 松岡禎丞（「54字の物語クイズ」「コボちゃんクイズ」出題、「日本縦断トラベルクイズ」キングボンビー・福の神役）
- 木本景子（「雑学カルタ早押しQ」出題）

## 基本ルール

### 共通
有田がキャプテンを務める赤い席の「有田ナイン」と、ゲストがキャプテンを務める青い席の「ゲストナイン」のチーム対抗戦。様々なクイズを経て最終得点の高いナインが勝利となる。
最終ステージで同点になった場合は追加の1問で決着をつけるが、2025年放送分からは使用されなくなった。
両ナインの点数が大差となり、最終ステージ前に逆転不可能な点数差となった場合は、最終ステージを行わずに勝敗が確定する（コールドゲーム）。最近では配点調整によりコールドにならないように変更された。

### 番組開始 - 2020年5月20日
有田ナインとゲストナイン、それぞれ9人ずつ。席は3×3に配置され、キャプテンはビンゴの要である中段中央の席に座り、残りの8席はクイズの内容に応じてキャプテンや解答者が作戦を立て、自由に座る。
司会者席の後ろに雛壇状のベンチがあり、各ナインごとに出されるクイズの場合は相手側ナイン、選抜メンバーのみが参加するクイズやスペシャルで10人以上いる場合に参加しない控えのメンバー、チャレンジステージの場合は敗北したナインはMC席の後ろに座って観戦する。さらに、キャプテンを除く解答者が収録前に20問のペーパーテストを受けており、時折成績が発表される。勝利したナインは100万円を懸けたチャレンジステージに進む。
一時期はほぼ毎回「俳優ナイン」VS「アスリートナイン」や「ルーキーナイン」VS「ベテランナイン」といった特色のあるチーム名が付けられていた。

### 2020年5月27日 - 9月16日
先述通り新型コロナウイルス対策として、2020年5月27日放送分から同年9月16日放送分までは5人対5人の対抗戦で行われ、一部のルールが変更された。
5月27日放送分から6月17日放送分は、MC陣と両チームのキャプテン以外は別室からリモート形式で参加。
6月24日放送分から通常スタジオでの収録が再開。キャプテンは専用の解答席、他のメンバー4人は9席ある通常の解答席のうち、十字型に空席を設けて角の4席のみ使用する。
8月5日放送分の2時間スペシャル以降は上記の座り方に加え、各ナイン2人がリモート形式で参加する7人制で行わるケースもあった。
チャレンジステージは廃止され、勝利したチームには日本全国の名産品が贈呈される。

### 2020年9月30日 -
7人対7人で対決を行う。キャプテンは専用の解答席、他の6人は六角形に並べられた通常の解答席を使用する。同時にスタジオセットと番組ロゴの一部もリニューアルされた。
2022年12月28日には番組初の4時間スペシャルが放送された。六角形の中央に1枠新設された8人対8人で対決を行った。
2023年11月15日放送分から解答席のアクリル板が撤去された。
基本的なルールは5人対5人時代と同じ。

## 他番組とのコラボ企画
クイズ番組で人間インストールドッキリ!!
2021年10月17日放送の『くりぃむナンタラ』初回1時間SP（くりぃむしちゅーがMC）で実施。
『ミラクル9』の収録という形で有田、カズレーザー、高橋と日高大介が目黒蓮、ウルフ・アロンを遠隔操作した。
有田は「ぎっくり腰で急遽収録に来られなくなった」と出演者には説明されており、吉村がキャプテン代理を務めた。
テレ朝人気クイズに全部出ちゃいますスペシャル
2023年2月24日に「コラボしまくり!ザワつく金土日!」の一環として、『ザワつく!金曜日』と『クイズプレゼンバラエティー Qさま!!』とのコラボ特番が放送され、番組対抗で各クイズ（100人アンケートクイズ、日本縦断トラベルクイズ（本来のルールとは異なり、スタートの沖縄県から北上して九州、中国、四国、近畿、中部、関東の各地方を経由し東京都がゴール））に挑戦した。

## ネット局と放送時間

### 現在のネット局
テレビ朝日系列フルネット全24局同時ネットで放送されている。
| 放送対象地域   | 放送局                       | 系列           | 放送日時           | ネット状況 |
| -------------- | ---------------------------- | -------------- | ------------------ | ---------- |
| 関東広域圏     | テレビ朝日（EX）             | テレビ朝日系列 | 水曜 20:00 - 20:54 | 制作局     |
| 北海道         | 北海道テレビ（HTB）          | テレビ朝日系列 | 水曜 20:00 - 20:54 | 同時ネット |
| 青森県         | 青森朝日放送（ABA）          | テレビ朝日系列 | 水曜 20:00 - 20:54 | 同時ネット |
| 岩手県         | 岩手朝日テレビ（IAT）        | テレビ朝日系列 | 水曜 20:00 - 20:54 | 同時ネット |
| 宮城県         | 東日本放送（khb）            | テレビ朝日系列 | 水曜 20:00 - 20:54 | 同時ネット |
| 秋田県         | 秋田朝日放送（AAB）          | テレビ朝日系列 | 水曜 20:00 - 20:54 | 同時ネット |
| 山形県         | 山形テレビ（YTS）            | テレビ朝日系列 | 水曜 20:00 - 20:54 | 同時ネット |
| 福島県         | 福島放送（KFB）              | テレビ朝日系列 | 水曜 20:00 - 20:54 | 同時ネット |
| 新潟県         | 新潟テレビ21（UX）           | テレビ朝日系列 | 水曜 20:00 - 20:54 | 同時ネット |
| 長野県         | 長野朝日放送（abn）          | テレビ朝日系列 | 水曜 20:00 - 20:54 | 同時ネット |
| 静岡県         | 静岡朝日テレビ（SATV）       | テレビ朝日系列 | 水曜 20:00 - 20:54 | 同時ネット |
| 石川県         | 北陸朝日放送（HAB）          | テレビ朝日系列 | 水曜 20:00 - 20:54 | 同時ネット |
| 中京広域圏     | 名古屋テレビ（メ〜テレ/NBN） | テレビ朝日系列 | 水曜 20:00 - 20:54 | 同時ネット |
| 近畿広域圏     | 朝日放送テレビ（ABC TV）     | テレビ朝日系列 | 水曜 20:00 - 20:54 | 同時ネット |
| 広島県         | 広島ホームテレビ（HOME）     | テレビ朝日系列 | 水曜 20:00 - 20:54 | 同時ネット |
| 山口県         | 山口朝日放送（yab）          | テレビ朝日系列 | 水曜 20:00 - 20:54 | 同時ネット |
| 香川県・岡山県 | 瀬戸内海放送（KSB）          | テレビ朝日系列 | 水曜 20:00 - 20:54 | 同時ネット |
| 愛媛県         | 愛媛朝日テレビ（eat）        | テレビ朝日系列 | 水曜 20:00 - 20:54 | 同時ネット |
| 福岡県         | 九州朝日放送（KBC）          | テレビ朝日系列 | 水曜 20:00 - 20:54 | 同時ネット |
| 長崎県         | 長崎文化放送（ncc）          | テレビ朝日系列 | 水曜 20:00 - 20:54 | 同時ネット |
| 熊本県         | 熊本朝日放送（KAB）          | テレビ朝日系列 | 水曜 20:00 - 20:54 | 同時ネット |
| 大分県         | 大分朝日放送（OAB）          | テレビ朝日系列 | 水曜 20:00 - 20:54 | 同時ネット |
| 鹿児島県       | 鹿児島放送（KKB）            | テレビ朝日系列 | 水曜 20:00 - 20:54 | 同時ネット |
| 沖縄県         | 琉球朝日放送（QAB）          | テレビ朝日系列 | 水曜 20:00 - 20:54 | 同時ネット |

### 過去のネット局
- さんいん中央テレビ（TSK・フジテレビ系列）
- テレビ高知（KUTV・TBS系列）

### 放送時間の変遷
| 放送期間                      | 放送時間（長さ）           |
| ----------------------------- | -------------------------- |
| 2012年1月11日 - 2013年9月18日 | 水曜 20:00 - 20:54（54分） |
| 2013年10月9日 - 2014年3月30日 | 水曜 19:57 - 20:54（57分） |
| 2014年4月16日 - 2017年6月14日 | 水曜 19:56 - 20:54（58分） |
| 2017年7月19日 - 現在          | 水曜 20:00 - 20:54（54分） |

- 2013年10月から2017年6月までにおいて、20:00まではローカルセールス枠であったため、テレビ朝日以外のフルネット局では、臨時に20:00飛び乗りとすることがあった一方、20:00飛び乗り局が臨時フルネットとすることもあった（ただし、2016年4月13日や2017年1月25日・6月14日の2時間SPのように、全局[注釈 22]フルネットとすることもあった）。
- 2020年4月より水曜19時台がローカルセールス枠に転換[注釈 23]したため、当番組が19:00からのスペシャル放送日に自社制作番組を放送する場合20:00飛び乗りとなる（テレビ朝日から裏送り差し替えもなし）。
- 2020年10月から2021年9月までのスペシャル時は18:45開始となるが、ネットしない地域は19:00飛び乗りとなる（編成上は20:00までローカルセールス扱い）。2022年1月から3月までは19:00からのスペシャル時は一部地域は19:04から飛び乗り（こちらも編成上は20:00までローカルセールス扱い）および放送終了時刻が21:00に繰り下がる[注釈 24]。なお2時間スペシャルで、不定期で水曜21時台の刑事ドラマにステブレレスで接続する場合も一部地域は19:04飛び乗りとなる。
- 19:56から開始していた時代、およびスペシャル回で18:45→一部地域は19:04から開始していた時代では、飛び乗りのネット局に向けては冒頭の約4分（19:56開始時代は冒頭2分間）を、フルネット局での冒頭15分間（19:56開始時代は20:02まで）の問題・解答のシーンをダイジェストにまとめた映像をテレビ朝日から裏送りで差し替え、それが終わったタイミングでフルネット局での本編に飛び乗る形式を取り、開始時刻に不自然な形で開始しないように配慮されている[注釈 25]。
- 本番組は、権利関係で配信できない映像が多数使われていることから、2022年4月11日からのプライムタイム帯で実施しているテレ朝系リアルタイム配信の対象から外されているほか、TVerおよびテレ朝動画での見逃し配信も行われていない。